# Разграбление Рима (846)
Нападение арабов на Ри́м — состоявшееся в 846 году нападение сарацинов на Рим.

## Предыстория
В 820-х годах арабы, известные у средневековых итальянцев под именем сарацины, начали завоевание Сицилии. В 842 году арабские отряды попытались захватить Понцу, но были разбиты объединённым флотом Неаполя и Гаэты. Тем не менее, в том же году арабы овладели Мессиной на Сицилии. Приблизительно в то же время Радельхиз I Беневентский и Сиконульф Салернский, противники в гражданской войне, наняли сарацинских наёмников для борьбы в Кампании.

## Нападение арабов
Большой отряд арабов из Кампании на кораблях отправился в Порто и Остию, где и совершил высадку в 846 году. Сарацины нанесли удар, так как римское ополчение быстро отступило за безопасные римские стены.
Сарацинские налётчики, скорее всего, знали о наличии в городе колоссальных сокровищ. Некоторые крупные базилики, такие как базилика Святого Петра, находились за стенами Аврелиана, таким образом став их лёгкой добычей. Они были полны богатыми литургическими сосудами и с украшенными драгоценными камнями реликвариями, вмещавшими недавно собранные реликвии. В результате набега арабы разграбили святилища, находившиеся вне городских стен, включая базилику Св. Петра. Современные историки считают, что напавшие точно знали, где найти самые ценные драгоценности. Пришедший на помощь городу король Италии Людовик II потерпел от сарацин поражение и был вынужден отступить, однако вскоре римлянам с помощью герцога Сполето Гвидо I удалось изгнать захватчиков из Лация.

## Последствия
После ухода арабов папа римский Лев IV возвёл защитную стену, что повлияло на исход битвы при Остии в 849 году, после которой город больше никогда не подвергался нападениям арабского флота.